# Missions catholiques aux XIXe et XXe siècles
 (avril 2016).

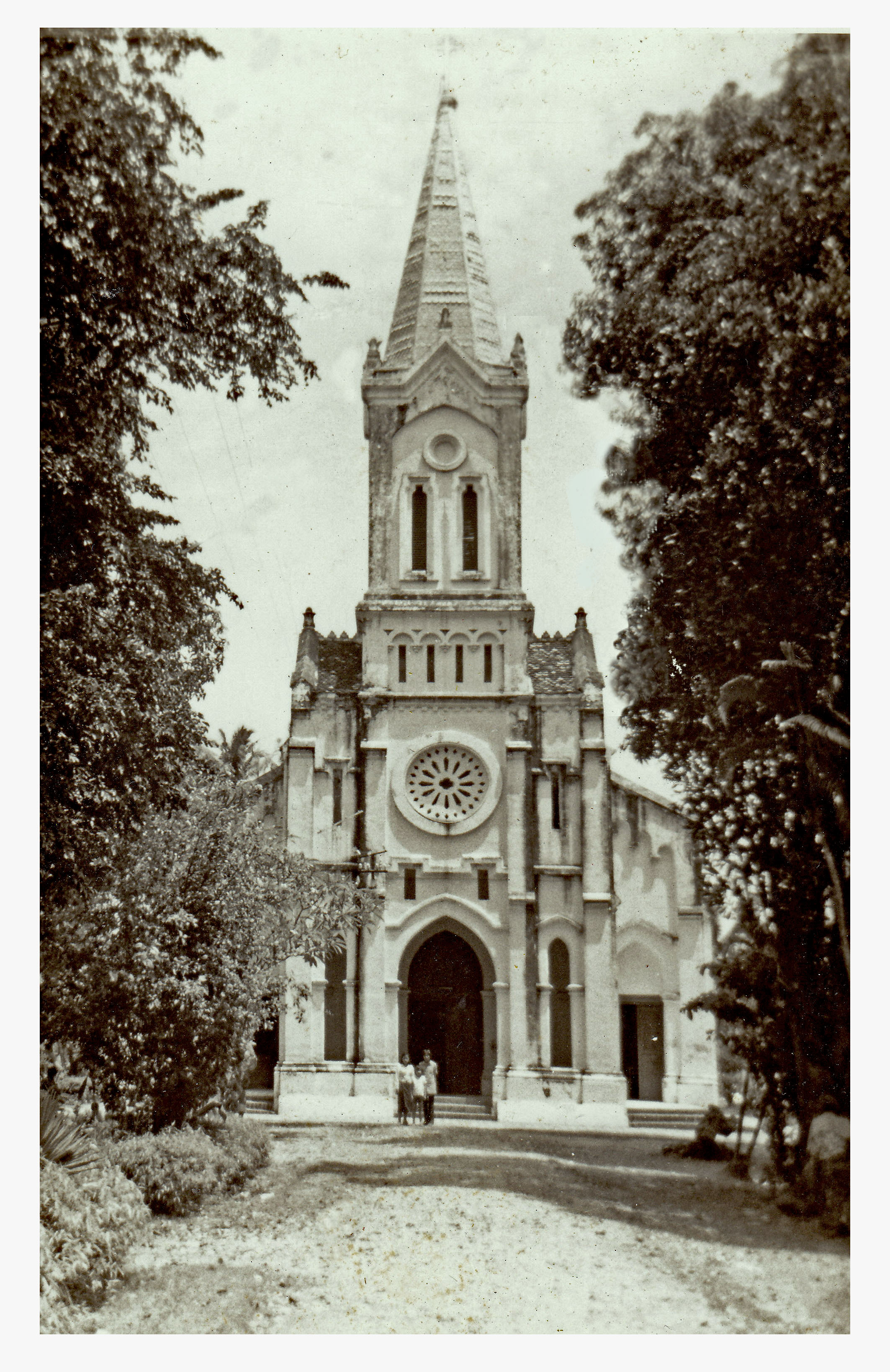
Ancienne cathédrale de Battambang (Cambodge), détruite par les Khmers rouges en 1975.

Les missions catholiques ou missions pontificales naissent en France au XIXe siècle, avant de s'étendre aux pays catholiques voisins après une période de reflux observée à la fin du XVIIIe siècle. Si d'un côté cet élan missionnaire ressort de la vague de l'expansion européenne qui s'exprimera également par le colonialisme, il est juste de préciser que les missions sont plutôt en avance de phase par rapport à la colonisation et elles survivent à la décolonisation. Comme un mouvement missionnaire est apparu simultanément chez les protestants, la rivalité entre catholiques et protestants est une caractéristique de la période. L'Océanie, l'Asie et l'Afrique sont les terres de missions spécialement concernées, mais la christianisation d'un pays comme la Corée, restée en dehors du processus de colonisation européenne s'inscrit également dans cette période.

## Repères chronologiques
- 1742 : Benoît XIV, bulle Ex quo singulari qui met fin à la querelle des rites.
- 1773 : Suppression de la Compagnie de Jésus par Clément XIV
- 1814 : Restauration de la Compagnie de Jésus
- 1822 : Fondation à Lyon de l’Œuvre de la Propagation de la foi
- 1836 : Bref du pape Grégoire XVI soustrayant la Côte de Coromandel à l'administration de Goa et l'érigeant comme Vicariat apostolique confié aux Missions étrangères de Paris.
- 1838 : Bulle Multa praeclare du pape Grégoire XVI érige les Vicariats apostoliques et met fin au Padroado de la couronne du Portugal
- 1845 : Encyclique Neminem Perfecto sur la formation du clergé local (Grégoire XVI)
- 1872 : Fondation des Pères blancs, premiers pères Blancs au Sahara (Laghouat)
- 1878 : Départ d'une caravane de Missionnaires vers le Bouganda et le Tanganyika.
- 1886 : Martyre des chrétiens de l'Ouganda
- 1919 : Encyclique Maximum illud (Benoît XV)
- 1926 : Encyclique Rerum Ecclesiae (Pie XI)
- 1951 : Encyclique Evangelii Praecones sur l'autonomie des Églises locales (Pie XII)

## La situation des missions catholiques à la fin duXVIIIesiècle

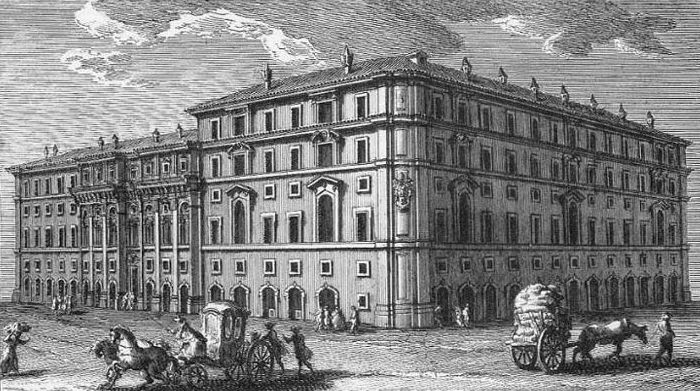
Le palais de la Propaganda Fide au XVIIIe siècle.

Depuis les Capitulations passées entre le roi François Ier et Soliman le Magnifique, la France était considérée comme protectrice des nombreux chrétiens vivant dans l'Empire ottoman. Les consulats de Smyrne ou de Tunis étaient tenus par des prêtres de la congrégation de la Mission dits Lazaristes, fondés par saint Vincent de Paul, dont beaucoup étaient français.
Il ne s'agissait pas à proprement parler de missions, le prosélytisme étant interdit en pays musulman, mais de subvenir aux besoins des minorités chrétiennes souvent et régulièrement persécutées dans les terres où le christianisme naquit.
Quant aux explorations lancées au XIIIe siècle, par le franciscain Guillaume de Rubrouck et par de Jean de Montecorvino, elles étaient restées sans lendemain durable, non seulement à cause de la difficulté des communications, mais aussi de la division des communautés chrétiennes demeurées encore vivantes depuis les origines du christianisme sur la route de la Soie.
Les données avaient été changées à partir de la découverte du Nouveau Monde et de l'expansion européenne dominée à ses débuts par le Portugal et l'Espagne. Par le traité de Tordesillas en 1494, le Saint-Siège confiait officiellement l'évangélisation des contrées nouvellement découvertes aux souverains portugais et espagnol dans leurs zones d'influence respectives. Ce fut le système du patronato en Amérique et du patronado au Brésil et en Inde.
En Amérique du Sud et en particulier en Amérique centrale, les missionnaires dominicains, en particulier Bartolomé de las Casas, s'attachèrent à protéger les Indiens contre la cruauté des conquérants. En 1550, lors de la fameuse controverse de Valladolid, Bartolomé de Las casas triompha sur le théologien Sepulveda qui voulait justifier l'esclavage au nom d'Aristote.
En 1540, la fondation de la Compagnie de Jésus, vouée à l'évangélisation du monde entier avait permis à de nombreux prêtres italiens et français de s'engager comme missionnaires aux côtés des Portugais et des Espagnols. Dans des territoires protégés de l'influence des colons, les Réductions (c'est-à-dire village d'indigènes baptisés) que les Jésuites avaient inventées, notamment au Paraguay, constituaient des formes originales d'apostolat missionnaire. En Chine où leur pénétration avait été facilitée à la cour par leur supériorité scientifique en matière de mathématique et d'astronomie, les Jésuites, partisans d'une grande tolérance à l'égard du culte que les Chinois rendent à leurs ancêtres, se heurtèrent cependant aux Dominicains. Au début du XVIIIe siècle, le débat connu sous le nom de Querelle des Rites fut tranché par le pape en leur défaveur.
Sous le règne du roi d'Espagne Philippe II, l'évolution du système du patronado portugais est amorcée avec la fondation de la Sacrée congrégation de la Propaganda Fide installée en face de l'ambassade d'Espagne même pour superviser les missionnaires de tous les pays et organiser la formation d'Églises locales dans les pays qui abritaient des nouvelles communautés catholiques. De nouvelles circonscriptions ecclésiastiques furent alors érigées alors « à titre provisoire » sous le nom de vicariats apostoliques. Ce sont elles et elles seules, qui, au XIXe siècle, étaient considérées à proprement parler comme des missions.
L'Amérique du Sud en effet était divisée en diocèses ordinaires administrés par des évêques dépendant de la couronne d'Espagne. En Asie, les nouvelles missions formées en territoire dépendant du Portugal dépendaient de l'archevêché de Goa. La fondation en 1658 de la société des Missions étrangères de Paris marque l'affirmation de la France dans le monde catholique. Les missions dépendant de la France ne sont pas organisées en diocèses mais en vicariats apostoliques dépendant du Saint-Siège et considérées comme provisoires. Leur financement est essentiellement le fait de laïcs français riches. Pour échapper au contrôle des vaisseaux portugais, les premiers pères des Missions étrangères de Paris voyagent parfois par voie de terre, à pied, depuis Beyrouth jusqu'en Perse ou même le Siam[réf. nécessaire] et en bateau à partir de la Perse.
Dans la deuxième moitié du XVIIIe siècle, une série d'événements va freiner l'expansion des missions, notamment en Asie
1. La bulle ex quo singulari (de) par laquelle le pape Benoît XIV désavoue les Jésuites dans la Querelle des Rites ;
2. La suppression de la Compagnie de Jésus en 1773 ;
3. La Révolution française, à partir de 1789.

## L'élan missionnaire français auXIXesiècle

### Prêtres émigrés
Les séminaires sont vidés à la Révolution française et la Terreur s'impose, notamment contre l'Église. Il faudra plusieurs années avant de retrouver des vocations missionnaires constantes. Dès les années 1791-1792, de très nombreux prêtres, en particulier des Sulpiciens se sont réfugiés aux États-Unis. Quant aux pères des Missions étrangères de Paris, plusieurs étaient demeurés en Inde et avaient installé une procure à Londres. L'impératrice de Russie, Catherine II ayant protégé les jésuites, Saint-Pétersbourg devint aussi un foyer d'émigration religieuse. Dès le début de l'Empire, par l'intermédiaire de l'Angleterre ou de la Russie, plusieurs d'entre eux restèrent secrètement en rapport avec d'anciens sulpiciens ou d'anciens jésuites demeurés en France ou en Suisse.
Dès les lendemains du Concordat de 1801, un ancien jésuite, le père Delpuits, fonde aussi à Paris une organisation pieuse, la Congrégation, intéressée par la reprise de contacts épistolaires avec les prêtres français émigrés en Amérique. Parmi ces congréganistes plusieurs deviendront évêques dans les États-Unis naissants, en particulier dans les villes situées en Basse et Haute-Louisiane. Au nombre de ceux-ci, se trouvent :
- Mgr Dubourg, né à Saint-Domingue en 1766, puis émigré aux États-Unis, sacré à Rome évêque de la Nouvelle-Orléans en 1815. Ami du duc de Rohan-Chabot. Envoie en Europe deux de ses vicaires généraux, Mgr Martial, puis Mgr Inglessi en Europe. Le premier revient en Louisiane accompagné de la Révérende Mère Duchesne, fondatrice du Sacré-Cœur aux États-Unis. Le second parvient à intéresser aux missions d'Amérique l'Œuvre naissante de la Propagation de la Foi née à Lyon en 1821.
- Monseigneur Gabriel Bruté de Rémur ; né à Rennes en 1779, grand prix de médecine de la Ville de Paris, sacré évêque de Vincennes (Indiana) en 1834.
- Monseigneur de Cheverus, né en 1768 à Mayenne. Exilé à Londres puis à Baltimore. Évêque de Boston de 1810 à 1824, puis de Montauban, à partir de 1824, archevêque de Bordeaux à partir de 1826.
- Monseigneur Maréchal. Né à Orléans en 1768, prêtre de Saint-Sulpice. Archevêque de Baltimore. 1817-1828.
- Monseigneur Dubois, né à Paris, en 1764, ancien élève du collège jésuite de Clermont (actuel lycée Louis-le-Grand), prêtre de Saint-Sulpice. Évêque d'Emmitsburg (Maryland) où s'installe Elizabeth Seton, fondatrice des Filles de la Charité de Saint Vincent de Paul aux États-Unis. Évêque de New-York de 1826 à 1838.
- Monseigneur Benoît-Joseph Flaget, prêtre de Saint-Sulpice, évêque de Bardstown (en).

Plusieurs autres seront missionnaires en Extrême-Orient, comme Monseigneur Perrocheau, missionnaire au Sé-Tchouan (Chine). Quant à l'abbé Desgenettes, curé de la basilique Notre-Dame-des-Victoires à Paris de 1832 à 1860, il est protecteur de l'Œuvre des Noirs.
Sources :
- Geoffroy de Grandmaison: La Congrégation, Paris, Plon, 1889
- Élisabeth Dufourcq: Les Congrégations religieuses féminines hors d'Europe de Richelieu à nos jours. Histoire naturelle d'une diaspora, chapitre VII. Tome II. Librairie de l'Inde Éditeur. 1993. Thèse sous la direction du professeur René Rémond

### Nouvel élan des congrégations
Ainsi le redémarrage des missions sera lent au début du XIXe siècle, mais on verra apparaître un véritable engouement pour la cause missionnaire qui fera de la France la principale pourvoyeuse des missions catholiques. Les jésuites sont rétablis en 1814, mais jamais plus ils ne redeviendront en Europe la force missionnaire majeure qu'ils avaient été aux XVIIe et XVIIIe siècles. À partir des années 1980, leur recrutement se fait désormais majoritairement en Inde et en Amérique du Sud.
Au temps de l'Empire, les quelques prêtres des Missions étrangères, partis pour les Indes sous l'Ancien Régime et demeurés sur place, restent souvent liés à Londres et sont bien sûr opposants de la Révolution, mais aussi de l'Empire napoléonien. Après 1814, les nouveaux départs missionnaires sont d'abord ceux de religieuses appelées par les nouveaux évêques français d'Amérique ou des lambeaux de colonies conservées à la France après le traité de Vienne. La mission de ces femmes est surtout de fonder de nouvelles œuvres hospitalières et enseignantes destinées soit aux enfants des pionniers, en Amérique du Nord, soit à l'encadrement des Noirs destinés à être émancipés. C'est ainsi que les congrégations féminines du Sacré-cœur, de Saint Joseph de Cluny, de Saint Paul de Chartres (très actives ensuite dans la péninsule indochinoise), s'implantent respectivement en Haute Louisiane puis à New-York, au Sénégal, en Guyane et à La Réunion.
Du côté des hommes, le redémarrage missionnaire est lent, mais bénéficie du véritable engouement pour la cause missionnaire qui fait de la France, le principal foyer des missions catholiques. Les jésuites sont rétablis par Pie VII en 1814. Mais ils ne reprennent que tardivement en Chine la place qu'ils occupaient avant la dispersion de leur Compagnie, continuant d'abord à privilégier l'évangélisation des élites lettrées. Les Lazaristes qui leur avaient difficilement succédé et avaient initialement choisi l'évangélisation des pauvres dans les campagnes, sont victimes d'une vague de persécutions qui marque le début du XIXe siècle.
Quant au séminaire des Missions étrangères de la rue du Bac, il ne rouvre officiellement ses portes qu'en 1815, et le redémarrage des départs en mission se fait lentement : un prêtre en 1816, deux en 1817, deux, quatre, six les années suivantes.
Mais en même temps, le système de financement des missions se démocratise.
On se souvient que dès le début XVIIe siècle, le rôle de laïcs riches et pieux appartenant souvent à l'origine à la Compagnie du Saint-Sacrement, ou encore de femmes laïques riches et pieuses offrant leur fortune, avait joué un rôle majeur. On se souvient de Brulart de Sillery, fondateur de nombreuses missions dans le Canada du début du Grand Siècle, ou de madame d'Aiguillon, nièce du cardinal de Richelieu et fondatrice de l'hôpital de Québec et de celui de Tunis. On ne peut oublier non plus le rôle de madame Ricoart qui donna sa fortune pour fonder un évêché à Babylone (Bagdad actuelle) ou encore de madame de Miramion, fastueuse bienfaitrice des Missions étrangères au Siam. Ces dons laïcs étaient souvent suscités et convoyés par les réseaux jésuites par lesquels étaient aussi diffusées les fameuses Lettres édifiantes auxquelles Chateaubriand emprunta plusieurs de ses descriptions.
Dès le temps de la Restauration, les dons en faveur des missions se démocratisent grâce au système de la démultiplication des petits dons (un sou par semaine) lancé par Pauline Jaricot, fondatrice, en 1822, de l'œuvre de la Propagation de la foi à Lyon en 1822.
Le modèle de ce système était emprunté à celui que M. Chaumont, supérieur du séminaire des Missions étrangères avait observé, dans les milieux baptistes de Londres, au temps de son émigration. Un contact s'établit ensuite entre Chaumont et Philéas Jaricot, un séminariste qui rêvait de partir en Chine. La sœur de ce dernier, Pauline Jaricot va devenir la meilleure zélatrice de la Propagation de la foi. L'apport majeur de Pauline Jaricot est d'avoir imaginé une façon de démultiplier le réseau des modestes donateurs en demandant à chacun d'entre eux d'en recruter dix autres.
Ainsi, Lyon, sa ville d'origine, va devenir au XIXe siècle, la capitale financière des missions, mais aussi le plus grand centre mondial d'information sur les missions, par la création du fameux Bulletin de l'œuvre de la propagation de la Foi qui diffuse très vite des récits missionnaires provenant de l'Amérique du Nord, alors pays de mission, mais aussi de Chine et d'Indochine française.
Comme le note Jean Guennou, « pour la première fois, dans l'histoire de l'Église catholique, le combat missionnaire dont l'écho parvenait jusqu'au moindre village, devenait l'affaire de tous et de chacun... » Le bulletin de l'œuvre, les Annales de la propagation de la foi tire à 10 000 exemplaires en 1825, et 40 000 un peu plus tard. C'est un chiffre très important pour l'époque. À peu près tous les évêques établissent l'œuvre dans leurs diocèses.
À la suite de la Propagation de la foi, de multiples œuvres sont créées, avec une orientation similaire. Cet engouement populaire crée un climat favorable aux vocations missionnaires qui bénéficient d'un nombre sans cesse accru de nouvelles congrégations totalement ou partiellement consacrées aux missions : Les Picpuciens (1800), les Maristes (1815), Les Oblats de Marie-Immaculée (1816), les Spiritains de la congrégation du Saint-Esprit (1848) et leurs Sœurs Bleues de Castres qui leur sont très liées, les Missions africaines de Lyon (1856), avec leur branche féminine fondée en 1878, les Sœurs missionnaires de Notre-Dame des Apôtres, les fameux Missionnaires de Notre-Dame d'Afrique et leur branche féminine, plus connus comme Pères Blancs et Sœurs Blanches (fondés par Mgr Lavigerie en 1868).

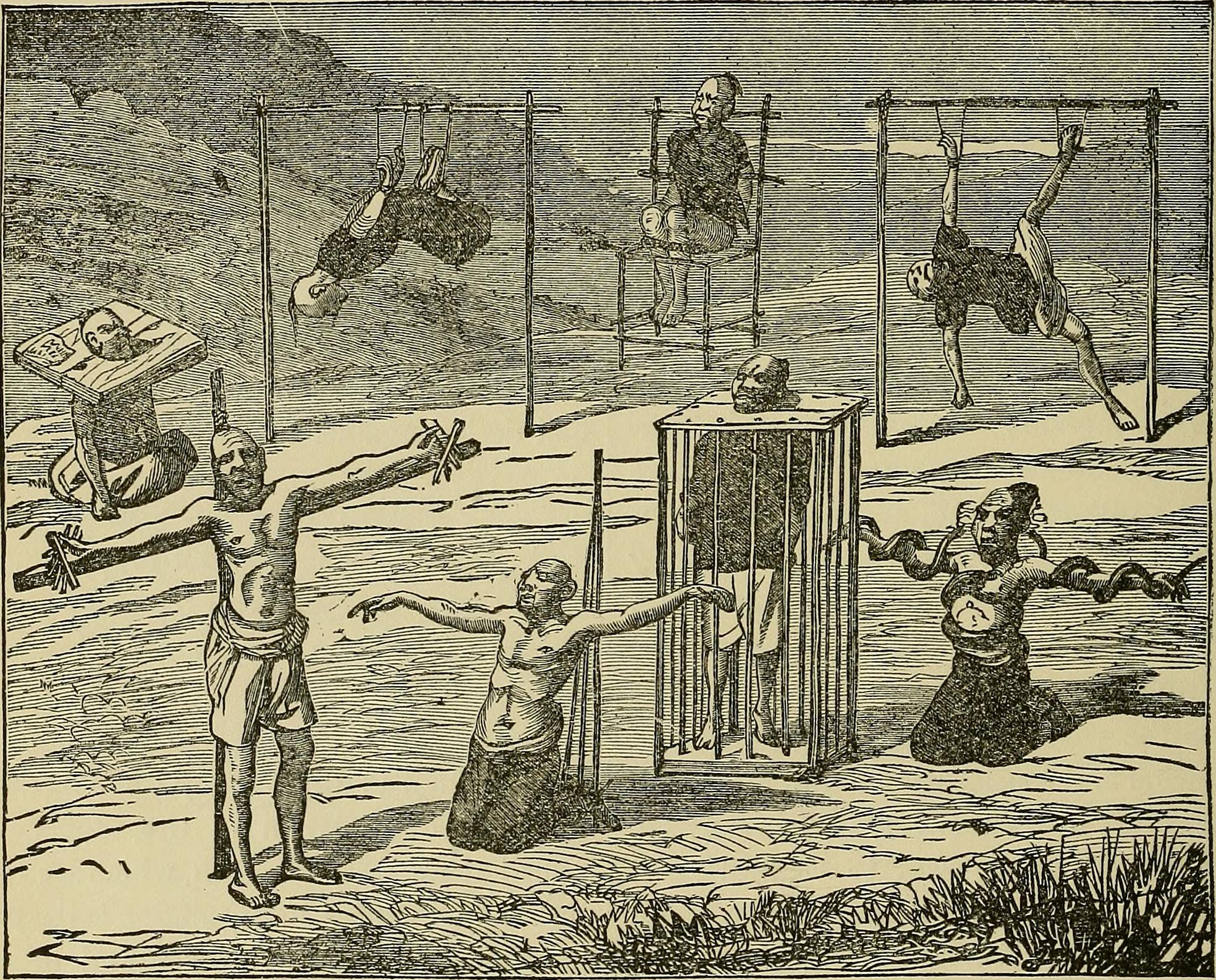
Persécution des Chinois chrétiens pendant la révolte des Boxers.
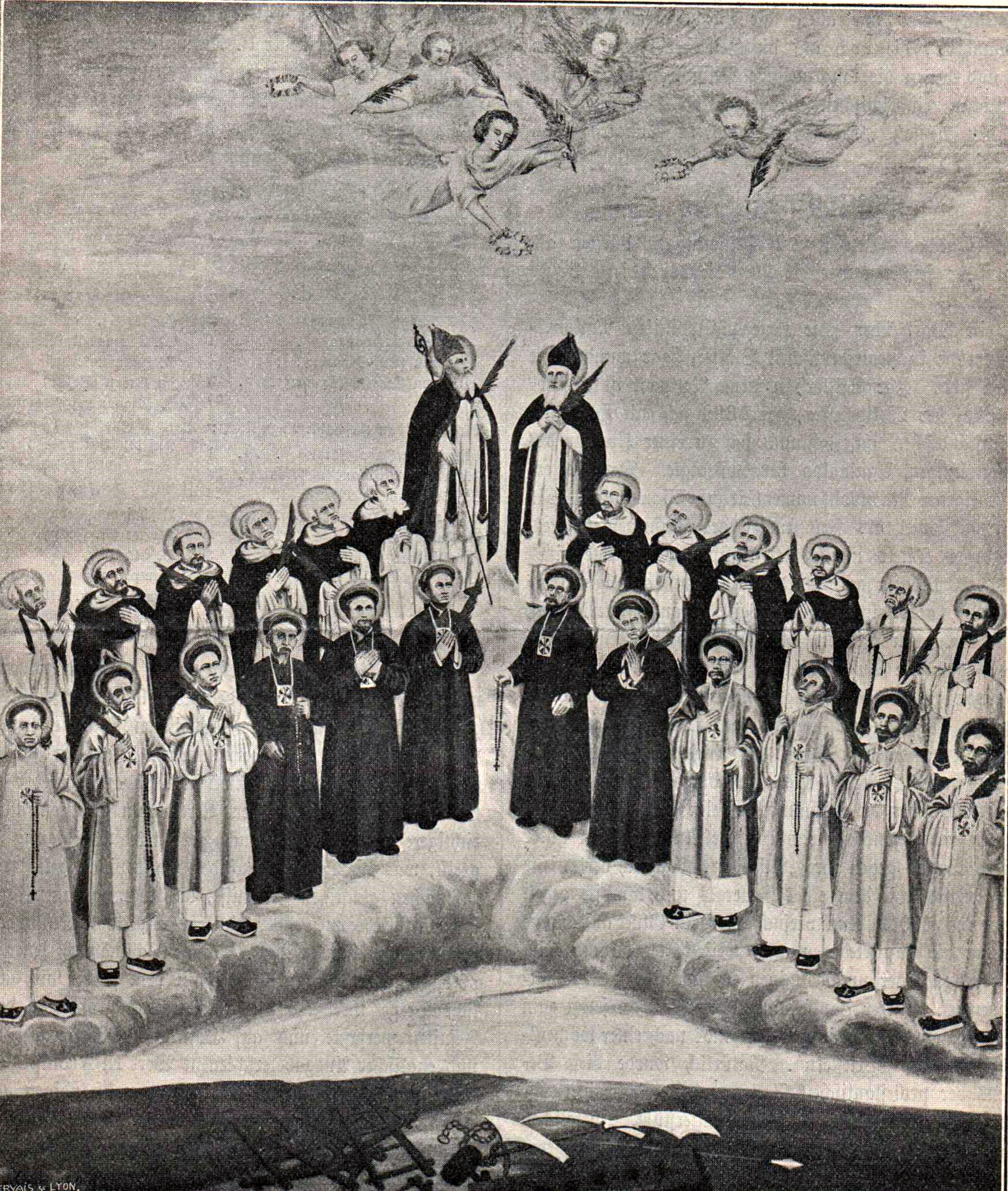
Martyrs dominicains du Tonkin, béatifiés par Léon XIII en 1900.
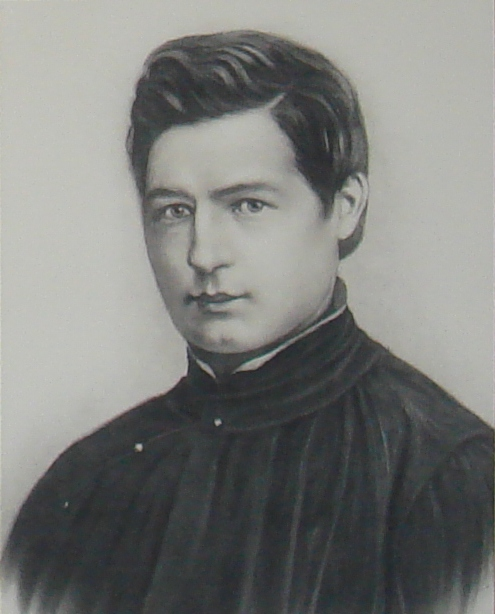
Théophane Vénard, missionnaire martyr, vénéré par des générations de catholiques (dont Thérèse de Lisieux).
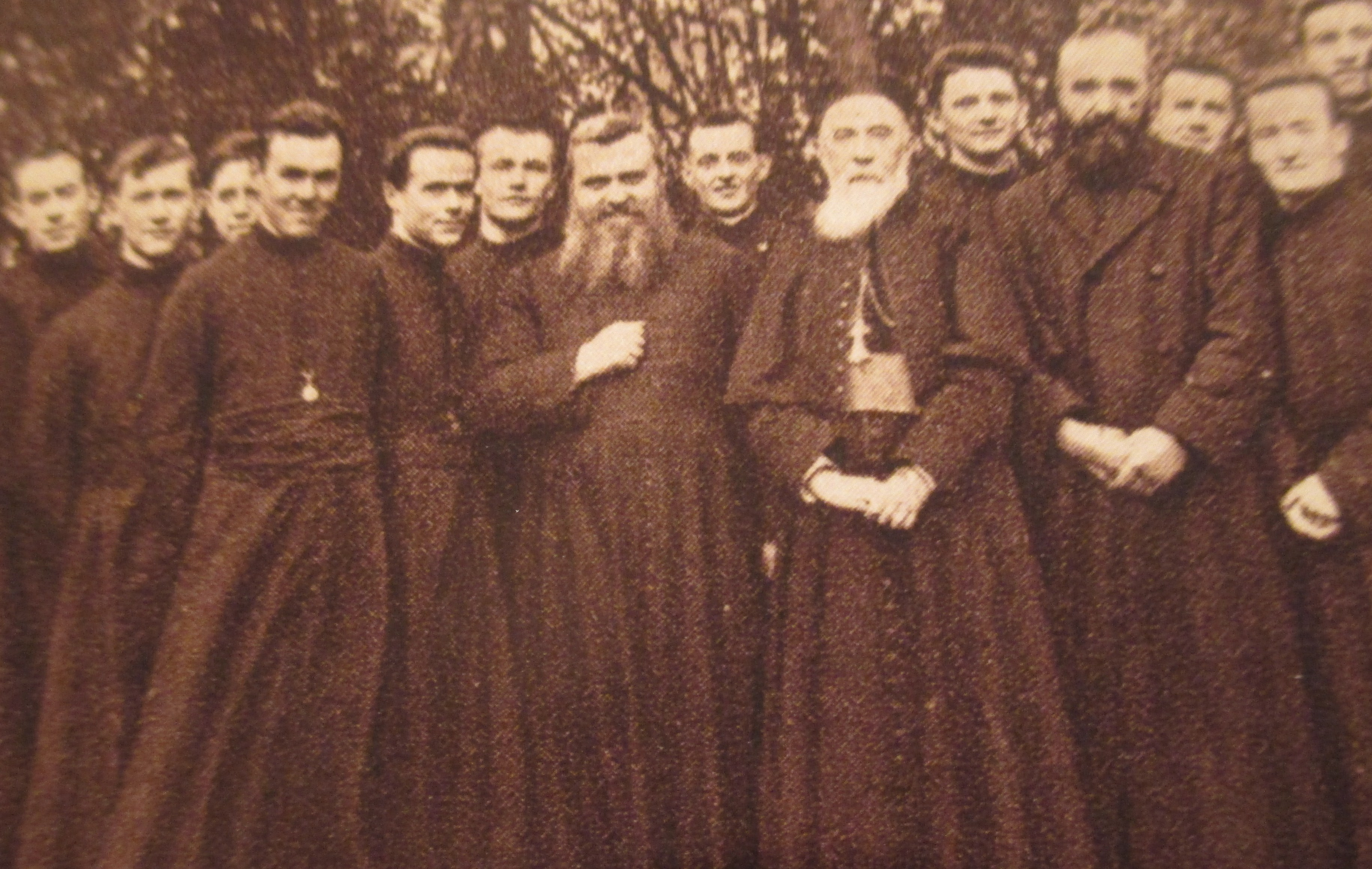
Candidats des Missions étrangères de Paris entourant Mgr de Guébriant
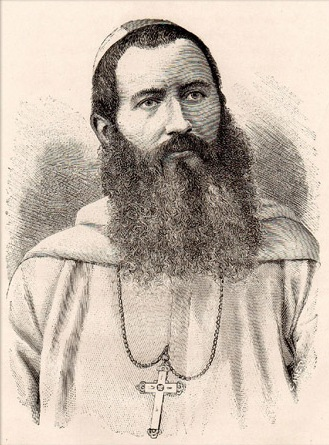
Mgr Charbonnier, premier vicaire apostolique du Tanganyika

Il faut noter aussi l'importance des congrégations masculines ou féminines savoyardes ou alsaciennes. Avant même le rattachement de la Savoie à la France, les capucins savoyards qui sont en Inde y appellent les sœurs de Saint-Joseph de Chambéry en 1851. Ce sont aussi les premières à être envoyées en Scandinavie protestante, lorsque les interdictions de l'exercice du catholicisme sont levées dans les années 1860. Leur mission s'étend au Brésil en 1858.
Après le mouvement des indépendances dans l'Amérique du Sud jadis espagnole et portugaise, les congrégations d'origine française prennent souvent le relais de l'ancien clergé espagnol. On citera en particulier les Pères et les Sœurs de Picpus qui s'implantent au Chili. En réalité, c'est le monde entier qui s'ouvre à l'élan missionnaire : les Maristes s'implantent en Océanie, les Lazaristes et les Sœurs de Saint Vincent de Paul au Moyen-Orient et en Chine, celles de Saint Joseph de Chambéry au Brésil, les sœurs de Jésus et Marie de Lyon aux Indes, les jésuites et les auxiliatrices du Purgatoire en Chine, les sœurs de la Présentation de Tours en Mésopotamie et en Colombie, les pères Blancs et les sœurs blanches dans la région des Grands Lacs africains, les sœurs des Sacrés-Cœurs d'Issoudun en Australie et en Nouvelle-Zélande, etc.

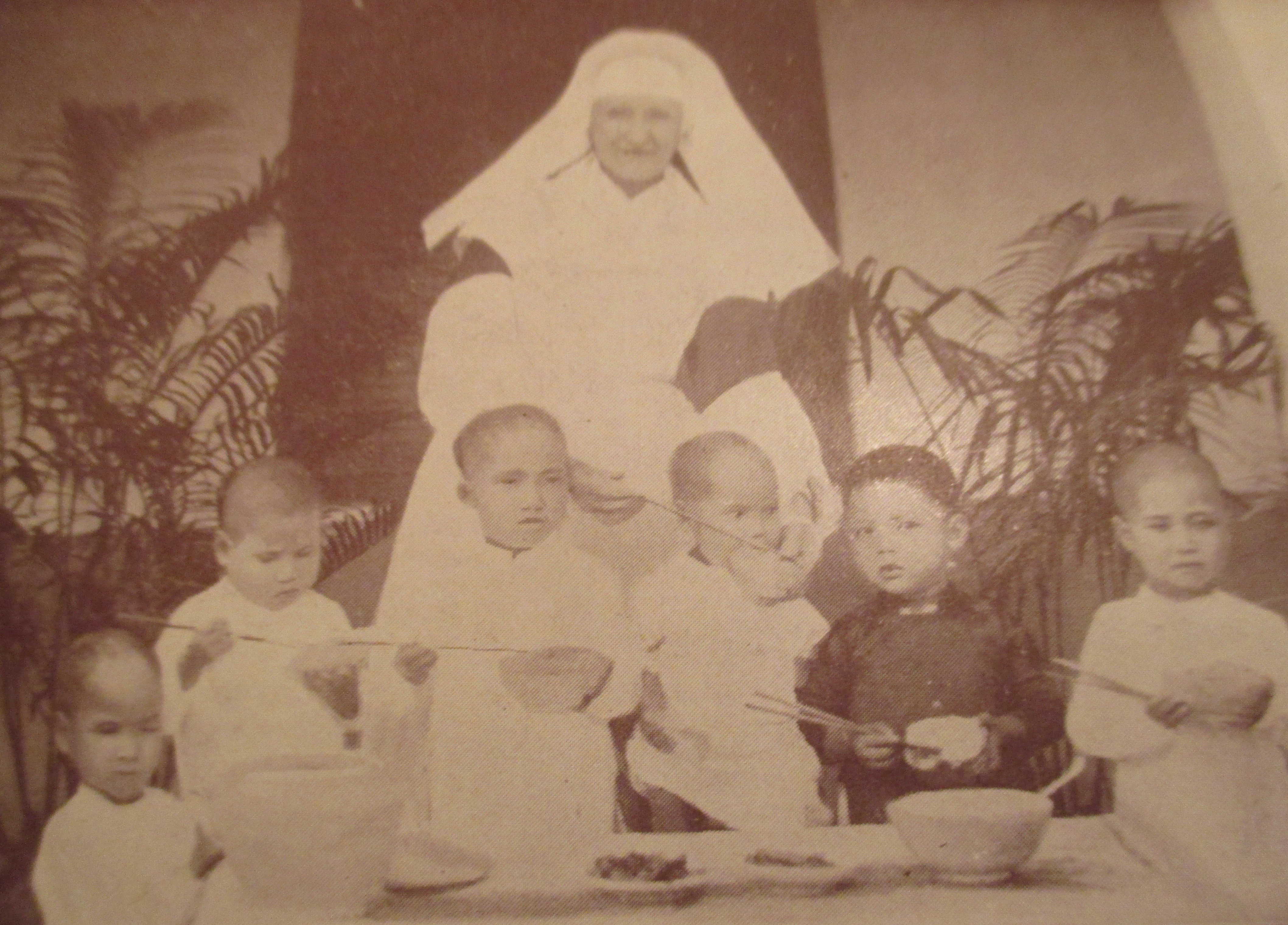
Orphelinat à Nam Dinh au Tonkin, tenu par les religieuses de Saint-Paul de Chartres.

Au total, à la fin du XIXe siècle, les œuvres missionnaires catholiques représentaient un très vaste réseau hospitalier, manufacturier et surtout enseignant. Les missionnaires profitent des progrès de la navigation pour voyager, exactement comme le font les ingénieurs, commerçants ou militaires européens, grâce notamment au percement des canaux de Suez et de Panama, et aussi, à partir de la seconde moitié du XIXe siècle, des progrès du chemin de fer qui s'étend non seulement en Europe, mais dans les colonies. L'enjeu du Bagdadbahn devient à ce sujet stratégique au Levant au tournant du siècle et au début du XXe siècle. L'extension des concessions chinoises permet aussi aux missionnaires d'implanter leurs œuvres dans certaines grandes villes chinoises et de rayonner dans les profondeurs du pays. De plus des missionnaires explorateurs furent également pionniers, tels les Oblats de Marie-Immaculée chez les Esquimaux et dans le Nord Mackenzie ou à Ceylan, et même naturalistes (Père David), zoologistes, botanistes, etc.
Sources :
- É. Dufourcq: Les Congrégations religieuses hors d'Europe de Richelieu à nos jours. Thèse de doctorat de science politique et d'histoire, avec habilitation à diriger les recherches, 1993, sous la présidence d'Alfred Grosser et la direction de René Rémond, publiée en 1994 aux Éditions de l'Inde Éditeur, avec présentation de R. Rémond.
- É. Dufourcq: Les Aventurières de Dieu. éd. JC. Lattès, 1994, réédité chez Perrin Tempus, 2009.

## L'élan missionnaire dans le monde et la bulleNeminem Profecto

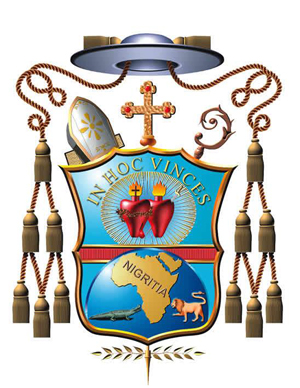
Emblème des Comboniens.

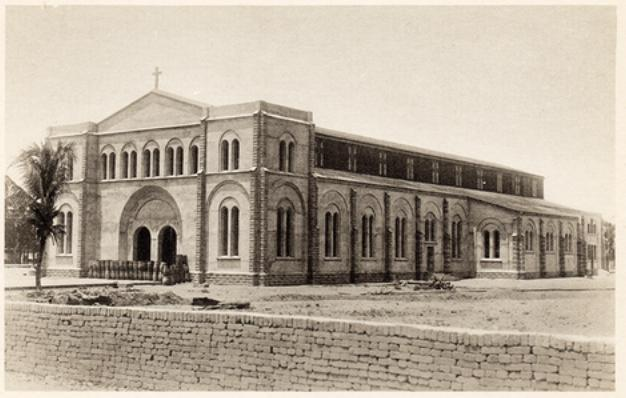
Église Saint-Augustin de Lomé, construite en 1934 par Mgr Cessou.

Si la France garde la place de grande mission catholique et missionnaire pendant au moins un siècle et demi, l'élan missionnaire qui a démarré en France dès le début du XIXe siècle touche également le reste du monde catholique. Des congrégations religieuses dont les membres travaillent au moins en partie en territoire de mission sont fondées en Italie : Salésiens de Jean Bosco, (1846), Missions étrangères de Milan (1850), Comboniens de Vérone (1850), en Belgique : les Scheutistes (1862), en Allemagne : la société du Verbe Divin (1877), puis les Missionnaires bénédictins (1884) et leurs sœurs de Tutzing (1885), etc.
Grande nouveauté du XIXe siècle, des ordres féminins à orientations plus ou moins missionnaires sont également fondés. Comme pour les hommes, la France est largement en tête : sur quelque deux cents congrégations fondées entre 1814 et 1924, cinquante-neuf le sont en France, vingt-six aux États-Unis, dix-huit en Italie, dix-sept en Allemagne, seize au Canada, quinze en Hollande, onze en Belgique.
Au sommet de l'Église, l'élan missionnaire du XIXe siècle se concrétise par l'accession à la papauté d'un ancien préfet de la Propagande, Grégoire XVI. Ce dernier publie l'encyclique Neminem Profecto qui est après les Instructions de la Propagande de 1659 le second grand texte missionnaire. Le texte insiste à nouveau sur la nécessité de former un clergé local. En fait, le principe n'est plus un sujet de débat dans l'Église, les Missions étrangères, par exemple, n'ont pas attendu l'encyclique pour créer dix-neuf séminaires dans le monde (1845), soit un pour six missionnaires. On retrouve de façon durable dans l'Église catholique, le problème du niveau demandé au clergé local qui est le même que celui du clergé européen, qui comprend l'apprentissage du latin. L'aspirant à la prêtrise du Kerala ou des îles Samoa doit compter quinze ans d'études avant d'être ordonné. Il en résulte un rendement extrêmement faible entre l'entrée au séminaire et la sortie, presque partout inférieur à un sur vingt. Heureusement pour les missions, les sœurs n'ont pas à subir un tel handicap. Les congrégations féminines recrutent beaucoup plus aisément, favorisant l'ancrage de la nouvelle religion dans la population.
Le 28 octobre 1926, Pie XI consacre à Rome les six premiers évêques chinois de l'histoire de l'Église. Quelques années plus tard, c'est au tour de Pie XII de nommer les premiers évêques d'origine africaine de l'époque moderne.

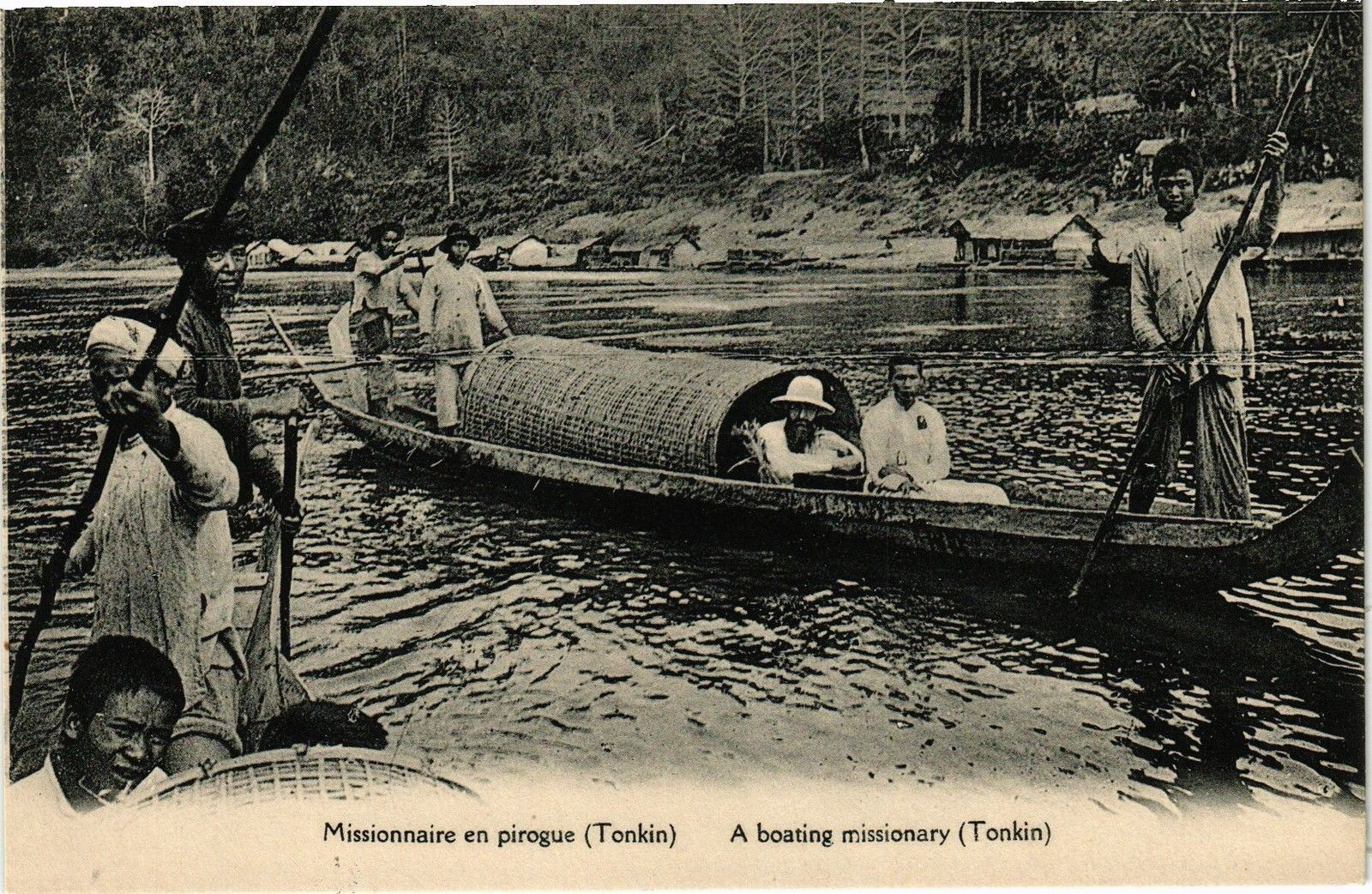
Missionnaire au Tonkin vers 1925
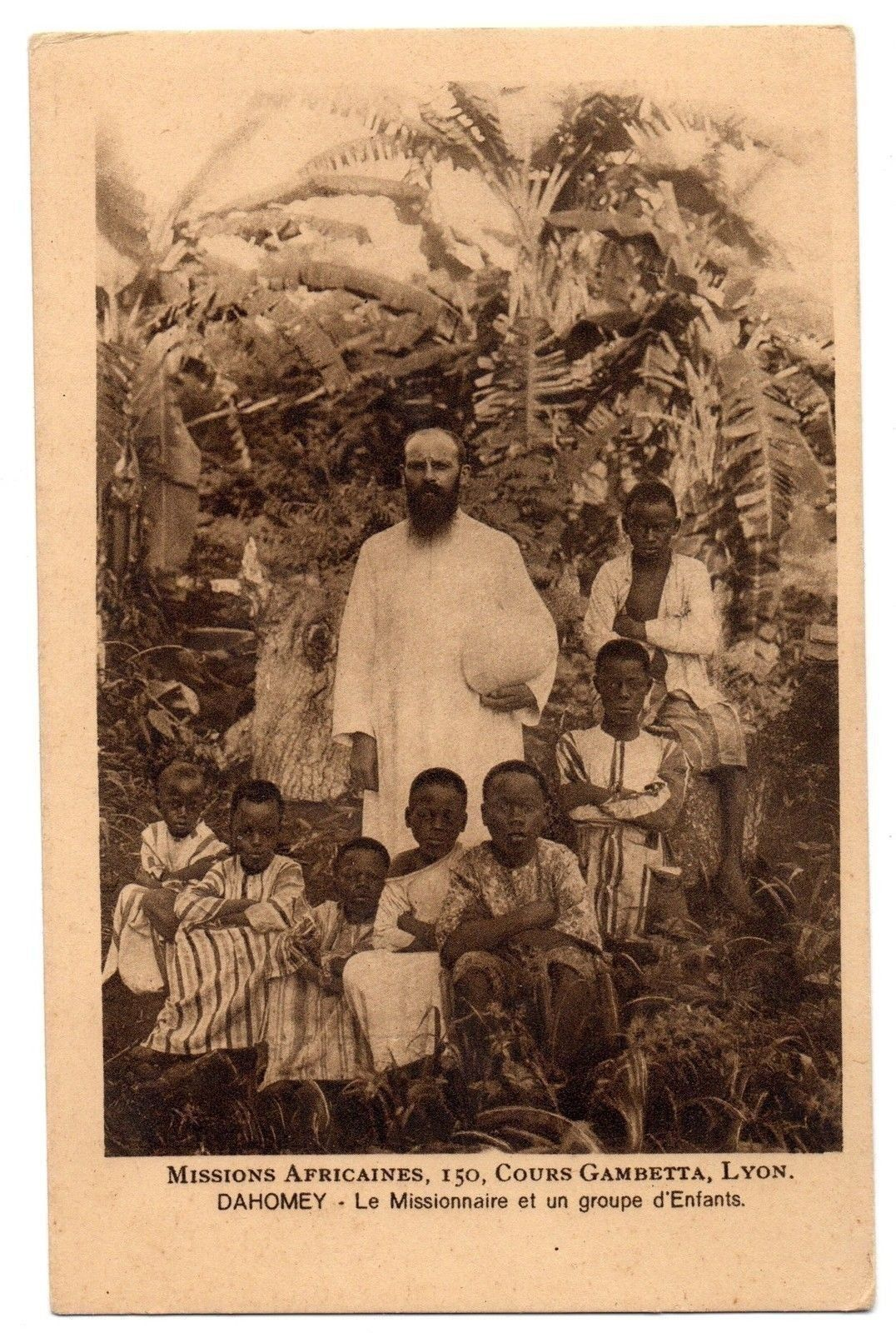
Missionnaire de la Société des missions africaines, vers 1930 au Dahomey

## Les missions en Océanie et à Madagascar
C'est en Louisiane et en Océanie que les ardeurs des nouveaux missionnaires français sont sollicitées en premier lieu.
Le père Pierre Coudrin, fondateur de l'ordre de Picpus en 1800 offre ses services en 1824 à la congrégation de la Propagande. Le cardinal della Somaglia lui désigne les îles Sandwich où débarquent deux ans plus tard trois picpuciens dont l'un a le titre de vicaire apostolique. C'est que l'Océanie a commencé à être démarchée par des rivaux protestants. La compétition est difficile. Les picpuciens sont rejetés de la première île où ils avaient débarqué. Il faudra l'intervention de la marine française, en 1839 pour rétablir la liberté de culte aux îles Sandwich.
L'Océanie orientale avait été confiée aux picpuciens, c'est aux maristes que Grégoire XVI confie l'Océanie occidentale à partir de 1833. Les missionnaires lyonnais doivent affronter à la fois les cannibales et les protestants. La compétition est rude : mis en difficulté par les cannibales aux îles Gambier, rejetés de Tahiti par les protestants en 1836, les catholiques arrivent à prendre pied chez les Māori de Nouvelle-Zélande (1838), à Wallis (1840), aux îles Samoa, etc. Quand le mariste Gaudet arrive aux Nouvelles-Hébrides, en 1887, les presbytériens, alertés, débarquent à leur tour.
Le père Pompallier, mariste, est le premier vicaire apostolique d'Océanie occidentale. La pédagogie missionnaire qu'il a tenté de développer en direction des Māori de Nouvelle-Zélande peut s'exprimer ainsi :
- Respect des coutumes indigènes
- Exposition graduelle de la morale et de la doctrine chrétienne
- Enseignement progressif pour préparer les catéchumènes.
- Des catéchistes parachèvent le travail de conversion.

Marie-Françoise Perroton, une ancienne dizainière de Pauline Jaricot est la première femme missionnaire. En 1846, Elle débarque à Wallis, âgée de 50 ans, sous le nom de Sœur Marie du Mont-Carmel. Ce n'est que 12 ans plus tard qu'elle recevra, à Futuna, le renfort de 3 nouvelles compagnes.
La reine Ranavalona avait interdit l'accès de Madagascar aux étrangers, mais en 1853 trois Français avaient obtenu de fonder une société d'exploitation. Le Père Marc Finaz arrive, déguisé, à Madagascar en 1855 et se lie d'amitié avec le prince héritier Rakoto Kakoto, qui, en contact avec les Jésuites de l'île Bourbon, est favorable aux catholiques. En 1861, Rakoto succède à sa mère et autorise les prêtres et pasteurs à prêcher la religion chrétienne.

## La concurrence des protestants
On a vu comment, en Océanie, les missionnaires catholiques avaient dû faire face à la concurrence protestante. Or, l'Océanie n'est pas un cas particulier, à partir du XIXe siècle, les missions catholiques doivent faire face à la concurrence protestante.
Parmi les raisons politiques et théologiques des protestants dans la démarche missionnaire, on peut mentionner deux qui expliquent que les protestants sont bien présents à partir de la fin du XVIIIe siècle :
- Ce sont des nations protestantes, Hollande et Angleterre qui tiennent la mer et qui sont devenues par conséquent les puissances européennes dominantes des contrées lointaines.
- Il s'est développé un mouvement missionnaire protestant, symbolisé par la publication en 1792 d'une Étude sur l'obligation pour les chrétiens de prendre des mesures en vue de la conversion des païens, de William Carey, savetier et prédicateur baptiste qui devint missionnaire en Inde.

L'encyclopédie catholique de 1907 décrit ainsi les progrès des missions protestantes en Inde :

« Pour résumer la progression protestante, disons qu'en 1830, on ne trouvait sur le terrain que neuf organisations missionnaires protestantes, avec approximativement 27 000 protestants indigènes originaires d'Inde, Birmanie et Ceylan. En 1870, il n'y avait pas moins de 35 organisations protestantes, qui encadraient des effectifs estimés à 318 363 fidèles. En 1852, il y avait 459 missionnaires protestants, et en 1872, il y en avait 606. Voici ce qui caractérise le travail missionnaire protestant :
- Répandre les Écritures dans les langues vernaculaires.
- Efforts spéciaux vis-à-vis de l'instruction des femmes.
- Utilisation généralisée des missionnaires indigènes, non seulement des pasteurs ordonnés, mais de simples prêcheurs, hommes ou femmes…

… il faut bien voir que d'un côté la plus grande partie de notre énergie catholique est absorbée par la prise en charge des populations catholiques stables et héréditaires, alors que les œuvres missionnaires protestantes, d'origine bien plus récentes, n'ayant aucun héritage à gérer sont beaucoup plus disponibles pour progresser sur de nouveaux terrains, là où ils peuvent espérer avoir le maximum de réussite. Ce n'est qu'après que la phase pionnière sera achevée, que les convertis protestants seront établis en communautés chrétiennes héréditaires que la comparaison chiffrée des progressions sera équitable. »

La concurrence, on le voit n'est pas acceptée de gaîté de cœur. Horace Underwood, était un missionnaire protestant arrivé à Séoul en 1885. Voici la description qu'il fait du séminaire catholique de Séoul dans les années qui suivirent sa création, en 1891 :

« Le cursus complet du Séminaire est divisé en trois parties : le cours préparatoire, l’école du Latin et le séminaire proprement dit. L’objectif apparent des 4 à 6 de cours préparatoire était de pallier les lacunes de l’enseignement général. Il était suivi par 6 ans d’enseignement du Latin au cours duquel, en même temps qu’un enseignement général, l’accent était mis sur le latin en tant qu’outil pour les études théologiques à venir. Le cours de latin était suivi d’une autre tranche de six ans, le séminaire, à proprement parler, avec deux ans de philosophie générale et quatre années de théologie. Il est évident que le candidat qui arrivait au terme de ce parcours ardu ne pouvait être qu’un bien meilleur serviteur de l’Église que le pasteur protestant coréen. »

La concurrence des protestants est un thème récurrent dans les correspondances des missionnaires.
Ainsi dans l'édition allemande des Missions catholiques, Mgr Pierre-Joseph Hurth, évêque de Dacca (1894-1909) s'inquiète en 1901 de la venue des missionnaires d'Oxford, à Barisal, au Bengale oriental. En effet, il craint que ces missionnaires lui fassent concurrence par leur nombre (trois ministres protestants face à un prêtre catholique) et par la grande église qu'ils construisent.
Dans L'Apostolat en Afrique, édité au Québec en 1911, il est noté à propos d'un refuge destiné aux femmes « tombées dans le protestantisme ou l'islamisme » :

« … Pauvre femme avait renié foi et rejoint protestants. Ministres imposent condition d'insulter Sainte Vierge… Moi, que j'insulte ma Mère ? Jamais ! Tu peux pas être des nôtres, dirent ministres… »

## Le cas de laCorée
La Corée mérite qu'on y porte attention : c'est le seul pays d'Asie qui développera un prosélytisme chrétien sans avoir été, comme les Philippines sous la domination d'un pays européen.
À la fin du XVIIIe siècle, alors que le pays est jalousement fermé, des lettrés profitent d'une légation à Pékin pour se procurer le plus de livres possible de science, de littérature, etc. Des livres chrétiens leur tombent entre les mains. L’un de ces lettrés, Ni-seung-houn entreprend le voyage à Pékin en 1784. Il y est baptisé sous le nom de Pierre. À son retour, il baptise ses compagnons.
En raison de ses origines, la Corée est rattaché au vicariat apostolique de Pékin jusqu’en 1831. Vers l’année 1794, un prêtre chinois, le Père Jacques Tjyou, est envoyé en Corée. Il y trouve environ quatre mille fidèles. Obéissant à la décision du Pape de 1742, les catholiques coréens refusent de participer au culte des ancêtres, en conséquence de quoi, ils sont condamnés à l'emprisonnement où à la mort par le gouvernement royal de Chosŏn. On peut distinguer quatre vagues de persécution de 1785 à 1886. Les deux premières pendant le règne de Sunjo en 1801 et 1815 sont particulièrement dures. Plus de trois cents chrétiens sont mis à mort au cours de la persécution de 1801, et à nouveau plusieurs centaines sont massacrés au cours de la deuxième vague, celle de 1815, limitée à la province de Kyungsang, dans le sud du pays. En 1839, la vague de persécution sera fatale aux trois missionnaires français nouvellement arrivés au pays, et pour finir, les persécutions reprennent sous la régence de Taewongun, de 1866 à 1871.
Le prêtre chinois Jacques Chu avait donc été victime de la vague de persécutions de 1801, et pendant trente ans, la communauté chrétienne, restée sans prêtre résiste et subsiste. En 1832, Le Saint-Siège nomme un vicaire apostolique, Mgr Bruguière, qui tente de rejoindre la Corée à partir du Siam, en traversant la Chine et la Mongolie. Il obtient un laissez-passer, mais meurt avant d'avoir atteint son but. Un de ses compagnons, le père Maubant réussit à traverser la frontière Nord en 1836. Il est rejoint l'année suivante par deux autres Français, le Père Chastan, et un peu plus tard, par le nouveau vicaire apostolique, Mgr Imbert.
La persécution éclate en 1839, beaucoup de chrétiens sont arrêtés, torturés et mis à mort. Les missionnaires sont traqués. Les trois prêtres français sont décapités le 21 septembre 1839. En 1845, un nouvel évêque, Mgr Ferreol, est nommé et réussit à entrer en Corée, accompagné d'un jeune missionnaire et du premier prêtre Coréen, André Kim, qui avait fait ses études à Macao. André Kim est pris et exécuté l’année suivante. Des missionnaires continuent néanmoins à s'introduire dans le pays, clandestinement, le plus souvent par voie de mer, transbordés, la nuit d’une barque chinoise à un bateau Coréen. Malgré ces difficultés, la mission prospère pendant cette période de vingt ans. En 1866, on compte vingt-cinq mille fidèles, deux évêques et dix missionnaires.
C’est alors que la dernière vague de persécution, à mettre sur le compte du régent Tai-ouen-koun se déchaîne, plus terrible encore que les précédentes : Mgr Berneux ainsi qu'un autre évêque et sept missionnaires sont arrêtés et mis à mort : un grand nombre de fidèles coréens périssent également dans cette hécatombe, alors que d’autres meurent d’épuisement et de faim dans la montagne. Plus tard, le régent reconnaîtra son erreur.
L’expédition française de Kang-Hoa, dont le but est de venger le meurtre des missionnaires français n'est pas conduite avec suffisamment de vigueur et n’a finalement pour effet que de réactiver la persécution qui dure aussi longtemps que le régent resta au pouvoir. Ce n'est qu'en 1876 après la signature du traité de Ganghwa avec le Japon que des missionnaires sont à nouveau introduits dans le pays. Il n'y a plus de persécutions à proprement parler, mais les missionnaires sont quand même obligés de rester dans la clandestinité. La liberté religieuse totale ne prend effet qu’avec les traités commerciaux conclu avec les différentes puissances autour de l’année 1884. En 1876, il ne restait plus que dix mille chrétiens. Le nombre des catholiques progresse alors régulièrement pour atteindre soixante-trois mille en 1907.
L'Église vit alors à ciel ouvert : des sœurs de Saint-Paul de Chartres ouvrent des orphelinats. Dans chaque district, on construit des chapelles avec des résidences pour les missionnaires. L’église de Séoul qui fait office de cathédrale est officiellement consacrée en 1898. Des écoles paroissiales sont ouvertes, et même, dans les grands centres, quelques écoles pour les filles. La femme de l'empereur et femme du terrible régent se fait baptiser en 1896.
En 1907, les effectifs de la mission comprennent : 1 évêque, 46 missionnaires français, 10 prêtres coréens, 11 sœurs françaises, 41 sœurs coréennes, 72 écoles de garçons avec 1 014 élèves, 6 écoles de filles avec 191 élèves, 2 orphelinats avec 28 garçons et 261 filles, 379 orphelins placés dans les familles, 2 pharmacies, 1 séminaire avec 22 étudiants du premier niveau et 9 étudiants en théologie, 48 églises ou chapelles, 931 paroisses chrétiennes, 63 340 baptisés et 5 503 catéchumènes en cours d’instruction.
Au XXe siècle, l'Église catholique continue à progresser, mais ces progrès restent médiocres si on les compare à ceux des Églises protestantes, notamment évangéliques, présents en Corée depuis 1885. Au milieu du XXe siècle, 10 % de la population de Corée du Sud est catholique, 20 % est protestante.

## Le fait colonial

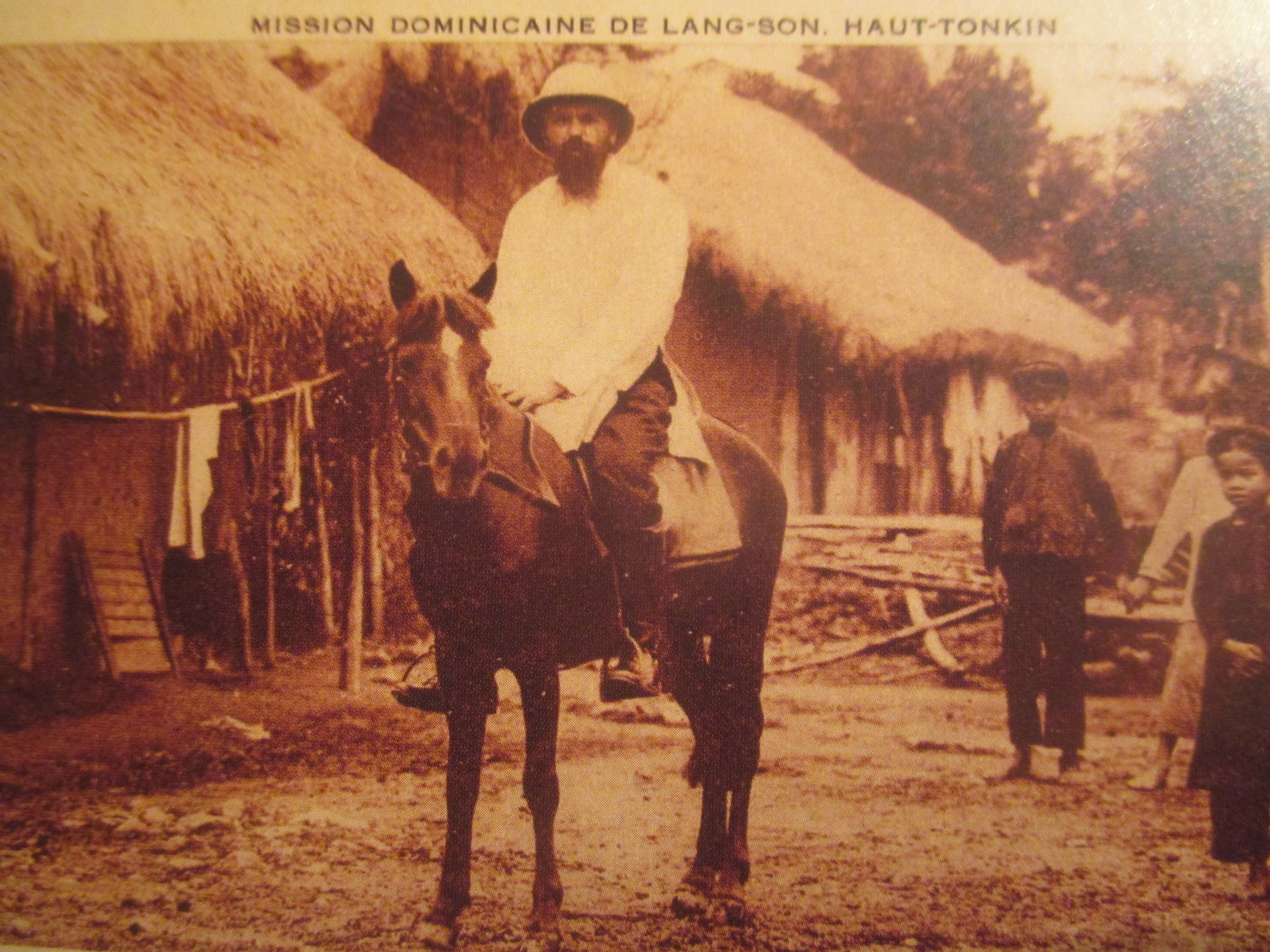
Missionnaire dominicain en tournée au Tonkin au début du XXe siècle.

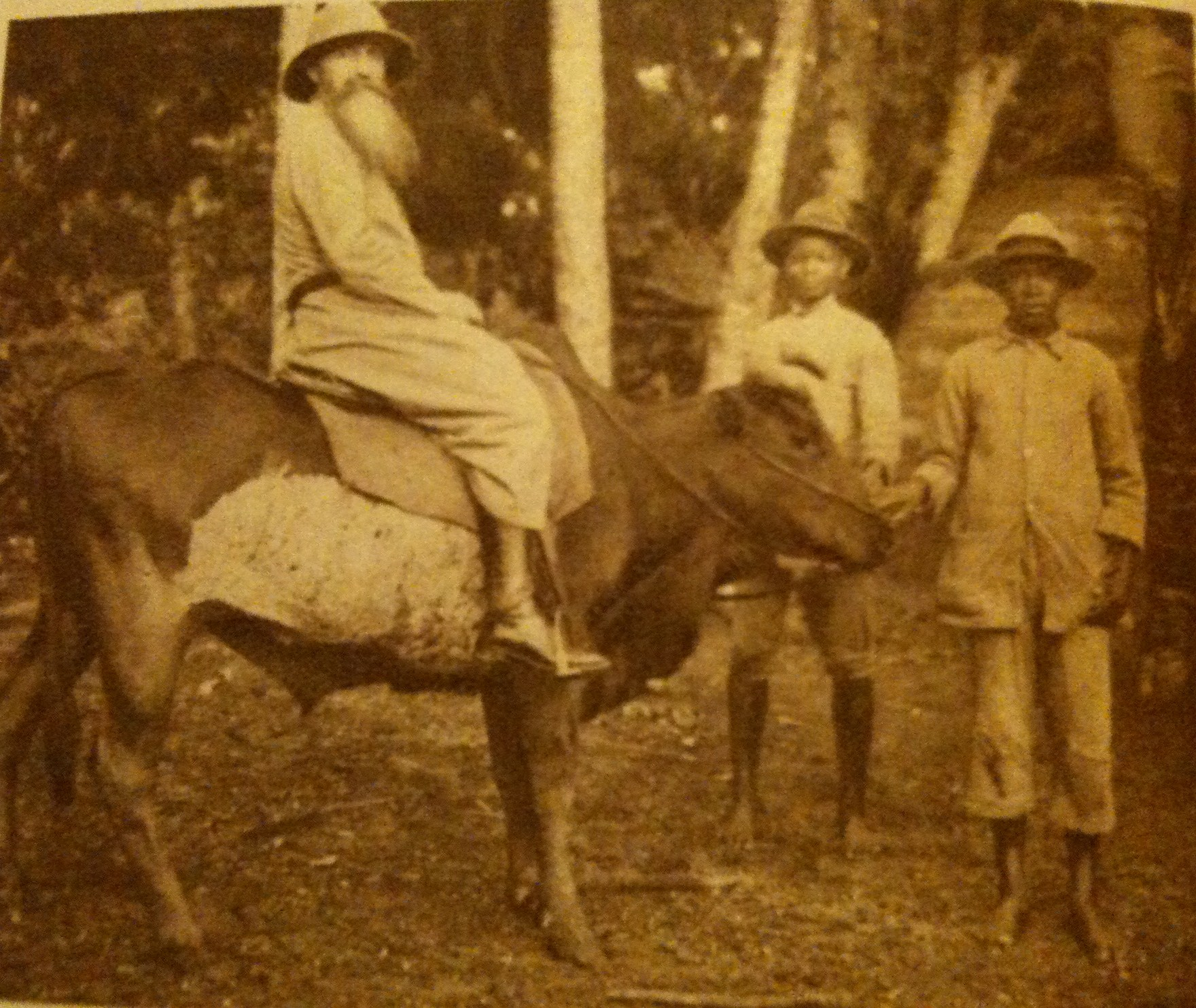
Missionnaire spiritain à Diego Suarez.

À partir de la fin du XIXe siècle, il n'est plus possible de parler des missions chrétiennes sans évoquer l'hégémonie européenne, fait historique majeur qui s'est traduit par la dernière vague de colonisation, essentiellement anglaise et française (mais aussi néerlandaise et belge et dans une moindre mesure allemande et italienne). Les puissances européennes qui avaient pris une avance considérable dans le domaine de la science et de la technique, se partagèrent les îles de l'Océanie et la plus grande partie de l'Afrique et de l'Asie. Pendant presque cent ans, la colonisation a procuré aux missionnaires une sécurité qui leur a permis d'accéder à des régions autrefois inexplorées et inconnues. C'est pendant la période coloniale que les missions engrangeront les bénéfices de leurs douloureux débuts des temps héroïques de la première moitié du XIXe siècle.
Pie XII le rappellera en 1951, dans l'encyclique Evangelii Praecones : « En 1926 on comptait 400 Missions ; actuellement on en compte 600 ; alors les catholiques n'atteignaient pas 15 millions, aujourd'hui ils sont près de 28 millions. En cette même année 1926, les prêtres, soit venus de l'extérieur, soit des Missions mêmes, étaient 14 800 ; aujourd'hui, ils sont plus de 26 800. À cette époque, presque tous les pasteurs, chefs de Missions, étaient étrangers ; en vingt-cinq ans, 88 de ces Missions ont été confiées au clergé indigène […] ».
Jean Guennou note que beaucoup d'administrations coloniales n'ont admis en fait que les missionnaires de leur propre métropole, ce qui pouvait favoriser l'idée d'une collusion entre christianisme et colonisation. À la fin du XIXe siècle, une fois que la France s'est imposée à Madagascar, les jésuites français sont favorisés au détriment des missionnaires protestants anglais et norvégiens. C'est sans doute vrai en Afrique, où l'on voit, par exemple, après le retrait des Allemands des colonies qu'ils avaient perdues à l'issue de la Première Guerre mondiale, un clergé français remplacer un clergé allemand. Ce n'est pas le cas de l'Empire des Indes, où les missionnaires catholiques sont plus français qu'anglais et n'ont qu'à se louer des rapports qu'ils entretiennent avec l'administration anglaise.
Il n'y a pourtant pas que des évidences à cette collusion entre les missionnaires et les colonisateurs : sous la Troisième République, le pouvoir français n'est pas particulièrement favorable à l'Église, et les administrateurs coloniaux sont le plus souvent francs-maçons. Cela n'empêche pas Paul Bert de déclarer en 1905, alors que l'anticléricalisme fait rage en métropole : « L'anticléricalisme n'est pas un article d'exportation ». À Wallis, dans l'Océanie, en 1920, les missions se voient octroyer le monopole de l'enseignement. Assez souvent, l'administration sous-traite l'éducation et la santé aux missions. En Algérie, depuis les débuts de la colonisation, en 1830, en dépit d'une proclamation toute théorique de la liberté religieuse, les officiers des Bureaux arabes interdisaient au clergé catholique tout contact avec les populations musulmanes, et ce n'est qu'à partir de 1867 que le futur cardinal Lavigerie met à profit les bonnes relations de l'Église avec Napoléon III d'abord, avec Mac-Mahon ensuite, pour autoriser le développement de certaines congrégations en dehors des milieux européens, sans grand succès d'ailleurs.
Le mouvement des missions avait eu un temps d'avance sur la colonisation. L'Église saura anticiper la décolonisation. Dans la même encyclique Evangelii Praecones, Pie XII indique la voie à suivre : « Et comme en de nombreux endroits la Hiérarchie Ecclésiastique est déjà normalement constituée avec des Évêques choisis parmi les habitants du lieu, il apparaît encore plus clairement que la religion de Jésus-Christ est vraiment catholique et qu'elle ne peut être considérée comme étrangère en aucun point de la terre ».
Un peu plus loin, et sans demander leur départ, il invite les missionnaires à passer la main :

« Il Nous semble opportun de noter un point, que Nous estimons digne de considération attentive quand les Missions qui étaient auparavant confiées au clergé étranger passent aux mains des évêques et des prêtres nationaux. L'institut religieux dont les membres ont labouré au prix de leur sueur le champ du Seigneur, lorsqu'un décret du Conseil Supérieur de la Propagation de la Foi confie à d'autres ouvriers la vigne cultivée par eux et déjà couverte de fruits, ne doit pas nécessairement l'abandonner tout à fait ; mais ce sera faire œuvre utile et convenable que de continuer à aider le nouvel évêque choisi dans le peuple du lieu. De même, en effet, que dans tous les autres diocèses du monde, des religieux aident la plupart du temps l'évêque local, de même dans les régions de Missions, les religieux, bien qu'originaires d'une autre nation, ne cesseront pas de mener le combat comme des troupes auxiliaires […]. »

De fait, l'attitude prudente de l'Église sera couronnée de succès : en général, le mouvement de décolonisation et l'accès à l'indépendance ne s'accompagnera pas d'une réaction de rejet de la religion qui aurait pu être considérée comme un héritage non désiré des colonisateurs. Il n'y a rejet qu'en cas de révolution communiste, ainsi en 1949 en Chine communiste avec le renvoi des missionnaires, ou bien au Tonkin (puis dans le reste du Vietnam) avec l'idéologie de Hô-Chi-Minh, et au Congo belge avec Lumumba, ou plus tard dans la Corne de l'Afrique. Cependant les guerres et les révolutions mettant toujours les missions chrétiennes sur les lignes de fractures, les conflits apportent leur lot de persécutions et de martyres aux chrétiens de différents continents.

## Les débuts de l'évangélisation de Afrique de l'Ouest
Les premières tentatives missionnaires en Afrique sont antérieures au XIXe siècle : prêtres portugais dans les comptoirs que ceux-ci créaient sur les côtes africaines à partir du XVe siècle, délégation jésuite, en 1556 auprès du Négus d'Abyssinie, capucins italiens envoyés par la Propagande, entre 1645 et 1692 auprès d'un roi du Congo, dissident du roi du Portugal.
Ces contacts anciens ne doivent pas masquer le fait que jusqu'au XIXe siècle, les Européens n'ont pas pénétré au cœur du continent africain qui reste terra incognita. Le père Jacob Libermann, juif alsacien converti au catholicisme, épileptique va créer en 1841 un ordre missionnaire, la congrégation des Pères du Cœur de Marie Immaculée, appelée ensuite congrégation du Saint-Esprit dont l'objectif principal est l'évangélisation de l'Afrique. Les débuts sont difficiles. Le 26 septembre 1841, le père Jacques-Désiré Laval débarque à Port-Louis (île Maurice) dans la plus grande indifférence et reçoit la charge de la Mission des Noirs. En septembre 1843, sept pères et trois laïcs embarquent à Pauillac à bord d'un voilier à destination du golfe de Guinée. Un an plus tard, fièvres et naufrages avaient fait leurs dégâts, deux seuls sont encore vivants. Les disciples du Père Libermann avaient reçu des directives assez sévères Faites-vous nègres avec les nègres, pour les former comme ils doivent l'être, non à la façon de l'Europe, mais leur laissant ce qui leur est propre. Pour vivre comme les Africains, les Pères avaient adopté une règle de vie très ascétique, ce qui n'était pas forcément très bon pour la santé. Un autre disciple de Liebermann, le Père Truffet, nommé évêque, ne résiste pas plus de sept mois. Son successeur assouplit la règle pour allonger la durée de vie des pères.
Un autre ecclésiastique français, Mgr de Marion-Brésillac fonde en 1856, un institut consacré à l'Afrique, Les Missions Africaines de Lyon. La Propagande lui confie le Sierra Leone, considéré comme particulièrement insalubre. Cette fois-ci, les six pères débarqués à Freetown en mai 1858 ne tiennent guère plus d'un mois : un seul réchappe de la fièvre jaune. Le Père Planque, successeur de Marion-Brésillac, réussit à implanter des établissements plus durables au Dahomey à partir de 1860. Il fonde en 1876 l'institut des sœurs missionnaires de Notre-Dame des Apôtres.
Avec la fondation des Pères blancs et la pénétration des puissances européennes en Afrique à partir de la fin du XIXe siècle, la progression des missions en Afrique passe à la vitesse supérieure. En 1888, sous l'impulsion du cardinal Lavigerie, l'Église s'engage dans une vaste croisade anti-esclavagiste. Dans la pratique, le rachat d'esclaves est souvent à l'origine des premières communautés africaines qui se forment autour des missionnaires, bâtissant des villages à l'abri des razzias islamiques. Mais la vague d'adhésion au christianisme ne saurait être réduite à des questions d'intérêt. En effet, on assiste tout au long de l'Histoire à un mouvement historique de régression de l'animisme ou du chamanisme au profit des grandes religions.

## Le cardinal Lavigerie et les Pères blancs
Mgr Lavigerie, futur cardinal, est un produit de la reconquête des âmes en terre française: Sa famille, de moyenne bourgeoisie, se situait plutôt du côté de Voltaire que du côté du pape. Envoyé dans un collège catholique par commodité, il finit par entrer au séminaire. Il est nommé évêque d'Alger en 1867. En Algérie, le clergé doit limiter son action pastorale aux populations européennes. La conquête de l'Algérie par la France en partie déchristianisée (les baptisés catholiques représentent 92 % de la population sous le Second Empire), mais encore appelée « fille aînée de l'Église » par certains milieux, pose, de fait, la question d'une éventuelle remise en cause de l'hégémonie de l'islam en Afrique du Nord. Mais dès le départ l'administration française s'oppose à la conversion des populations dites « indigènes » et l'entreprise de Mgr Lavigerie est considérée avec suspicion par les autorités coloniales. En effet, moins d'un an après son arrivée à Alger, Mgr Lavigerie fonde la congrégation des « Missionnaires d'Afrique », ceux qui seront connus plus tard sous le nom de « Pères Blancs ». Il ne s'intéresse d'abord en Algérie qu'aux populations éloignées de Kabylie, touchées par la famine de 1868 et ouvre un orphelinat avec des terres agricoles pour former au travail des garçons orphelins. Il fait de même avec les filles avec l'aide des Sœurs missionnaires de Notre-Dame d'Afrique qu'il fonde peu après. Il ne fait baptiser que certains orphelins de la famille de 1867-1868, malgré l'interdiction de départ de l'administration. C'est ainsi que sont formées quelque deux cents familles chrétiennes à la fin du siècle, ne représentant que quelques milliers de personnes au début de l'indépendance, et dont beaucoup fuient l'Algérie à cause des représailles.

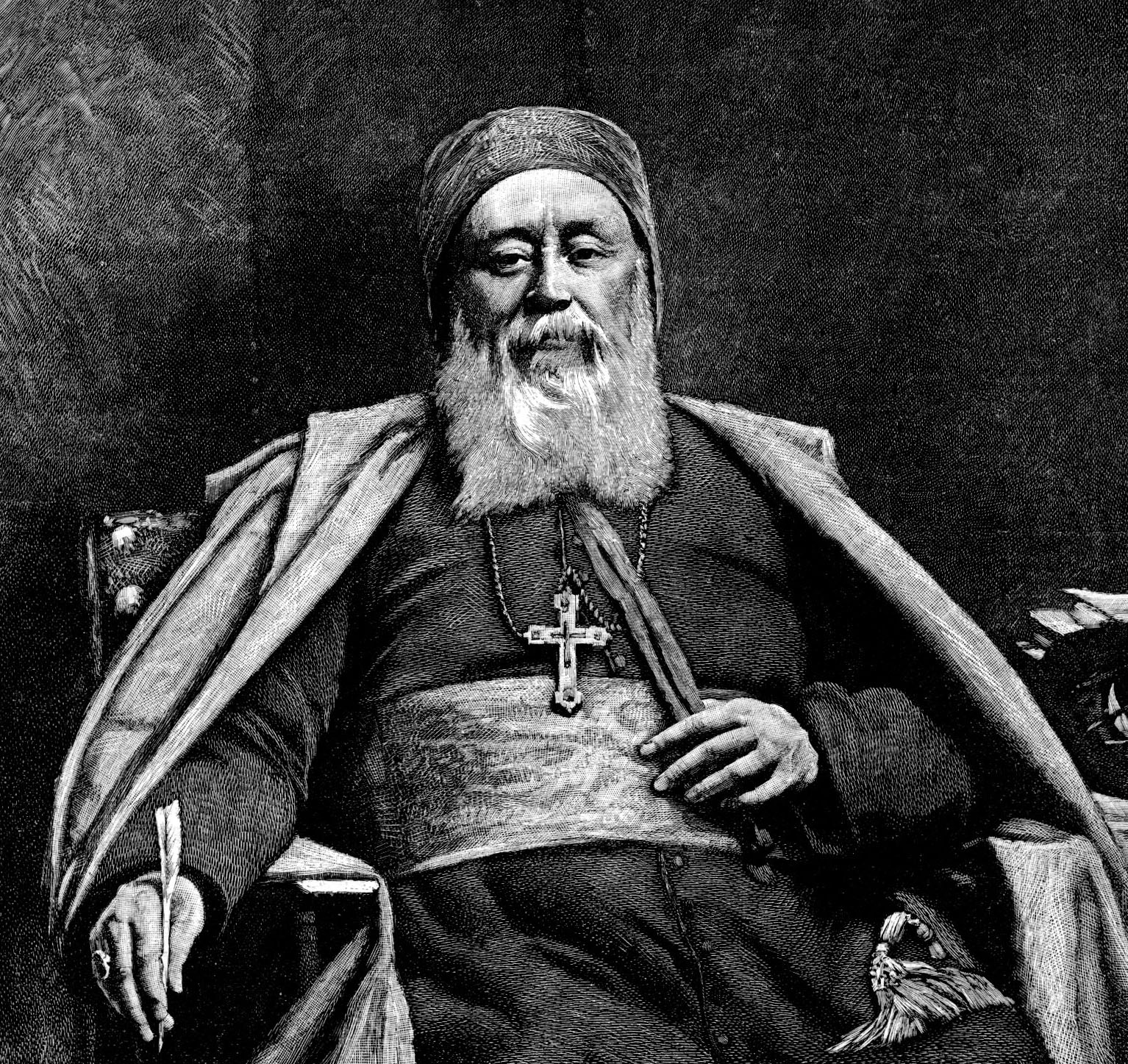
Mgr Lavigerie, gravure de Charles Baude, en 1888.

En fin de compte, les tentatives d'évangélisation de l'Algérie sont un échec. L'énergie des Pères blancs a rapidement été redirigée vers l'Afrique afin de protéger les populations des razzias musulmanes de l'esclavage. Les populations, qu'elles soient arabes ou kabyles n'ont guère que leur religion pour affirmer leur identité face aux colonisateurs européens et il faut attendre les années 1980 pour que le christianisme (surtout protestant) prenne de l'essor en Algérie. Ailleurs on assiste, à la faveur du mouvement d'exploration et de colonisation de l'Afrique, à l'essor de nouvelles sociétés missionnaires, largement dominées par la France, jusqu'au début de la Seconde Guerre mondiale.

## En guise de conclusion

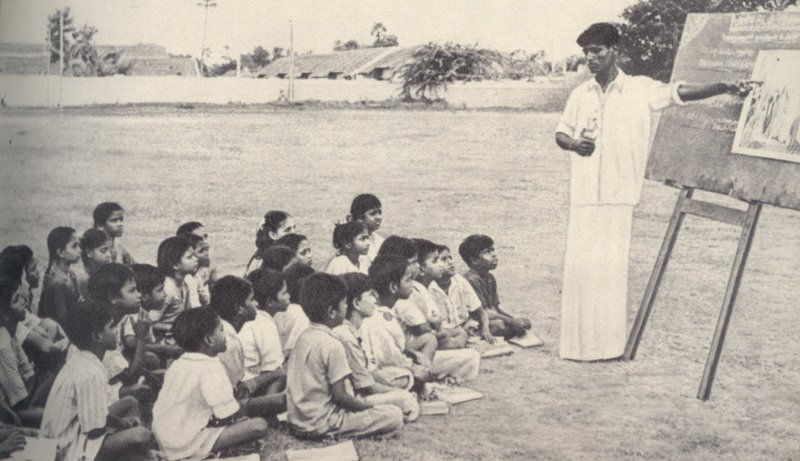
Leçon de catéchisme en Inde dans la région de Chennai (milieu du XXe siècle) par un salésien indien.

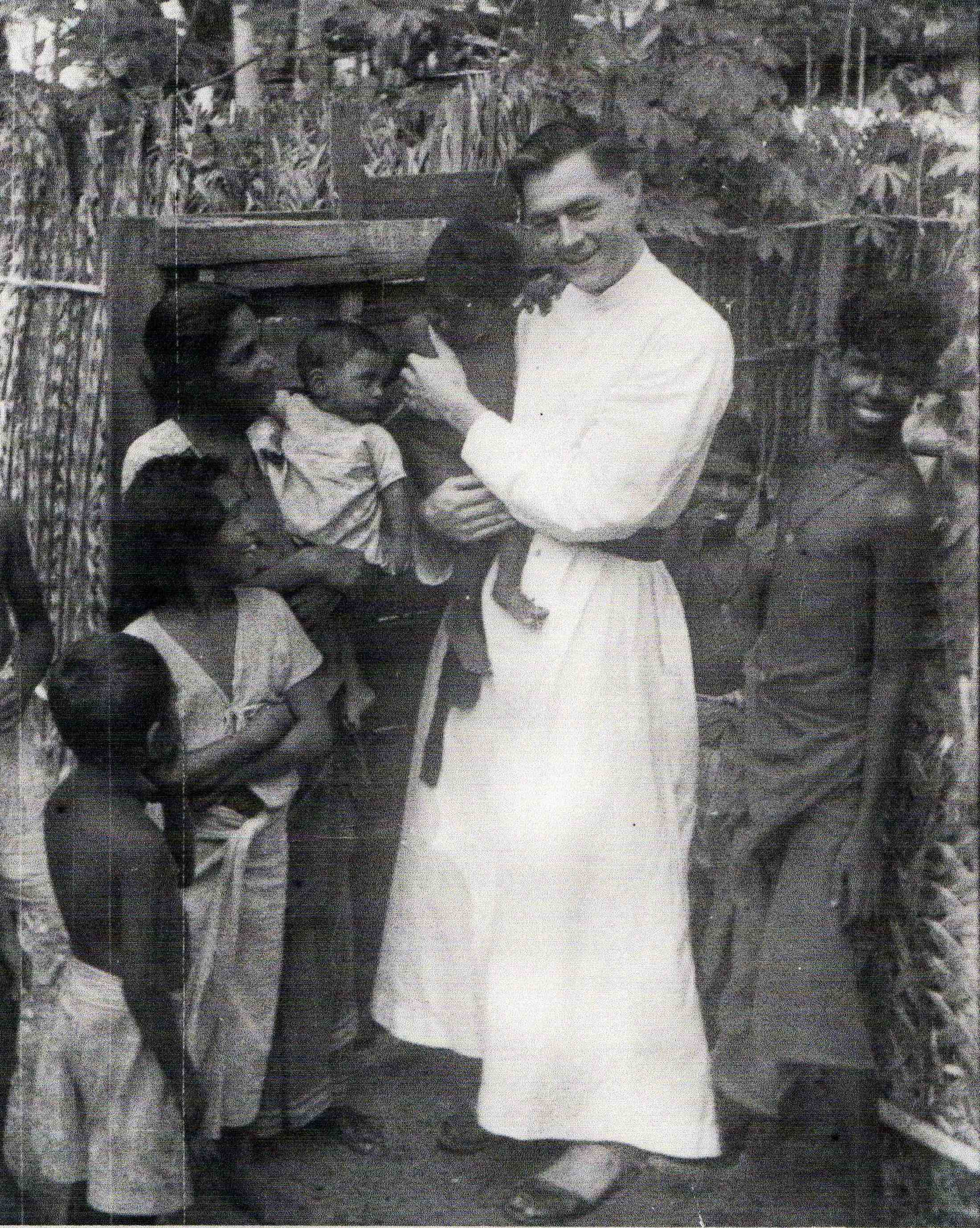
Missionnaire jésuite à Ceylan vers 1960 (Eugene Hebert, disparu en 1990).

Depuis le XVe siècle, l'expansion du christianisme en général et du catholicisme en particulier a connu des succès contrastés. On peut tenter de les exprimer par d'approximatives statistiques :
En 1997, on estime que le milliard de catholiques se répartit à peu près de la façon suivante : Europe, 287 millions, Amérique du Sud, 443 millions, Amérique du Nord, 73 millions, Afrique, 118 millions, Asie, 111 millions, Océanie, 8 millions.
En Inde, on compte près de 20 millions de chrétiens, parmi lesquels 14 millions de catholiques, ce qui reste très peu par rapport aux 700 millions d'hindous ou aux 100 millions de musulmans. La proportion de catholiques est plus élevée dans d'autres pays d'Asie comme les Philippines (81 %), la Corée (Corée du Sud : 7,6 % de catholiques, 24 % de protestants, contre 24,2 % de bouddhistes) ou le Viêt Nam (6,6 %). Certains pays d'Afrique sont majoritairement catholiques. Dans beaucoup de pays, des populations chrétiennes coexistent plus ou moins bien avec des populations musulmanes. Le Rwanda est majoritairement catholique.
Le concile Vatican II, en permettant l'abandon du latin, comme langue liturgique, a peut-être facilité le vieux dessein de la Propagande de constituer des clergés locaux, mais dans certains milieux africains, le célibat des prêtres pose problème.
L'expansion du catholicisme hors d'Europe est contrebalancée par un mouvement de déchristianisation en Europe et par un développement spectaculaire de sectes protestantes dans des régions traditionnellement catholiques, comme l'Amérique latine ou l'Afrique de l'Ouest. D'autre part la persécution des chrétiens dans leur ensemble ne fait que s'accentuer depuis les années 1990-2000.

## Bibliographie

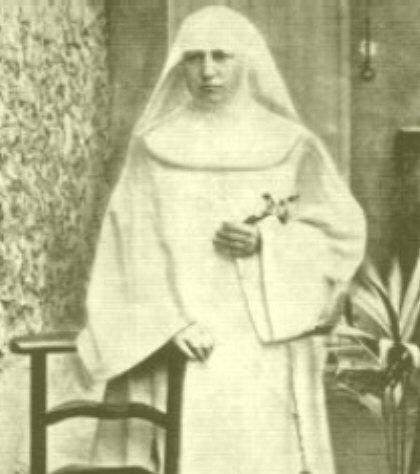
Sœur Marie-Adolphine, franciscaine missionnaire de Marie, assassinée pendant la révolte des Boxers en Chine (canonisée en 2000).

### Chine
- Jean-Pierre Duteil. Le Mandat du Ciel. Le Rôle des Jésuites en Chine. Préface Jean Delumeau, Éditions Arguments. 1994
- Michela Fontana. Matteo Ricci (1552-1660) Un jésuite à la cour des Ming. Paris. Salvator. 2010

### Corée
- (en) Horace Underwood, Modern Education in Korea, New York International Press, 1926
- (en) Lee Jeong-kyu, Historic Factors influencing Korean Higher Education, Jimoondang publishing company, 2000

### Indochine
- Adrien Launay. les Missionnaires français au Tonkin. Paris. Briguet. 1900, 226 pages et 10 planches ill.
- Henri Chapoulie. Rome et les Missions d'Indochine au XVIIe siècle. Paris. Bloud et Gay 2 tomes. 1943-1948

### Indes
- Adrien Launay. Histoire des Missions de l'Inde. Pondichéry. Maïsour. Coïmbatour. Ch. Douniol 1898. 4 tomes.

### Congo belge
- D. Francis de Meeûs et D. R. Steenberghen, moines bénédictins de l'Abbaye de Saint-André-lez-Bruges, Les Missions religieuses au Congo belge, C. Van Dieren & Cie, Éditions Zaïre, Anvers, 1947.

### Dahomey
- Christiane Roussé,  Mission catholique et choc des modèles culturels en Afrique : l'exemple du Dahomey, 1861-1928, L'Harmattan, 1992

### Madagascar
- F. Raison-Jourde. Bible et pouvoir à Madagascar. Paris. Karthala. 1991

### Rwanda
- Paul Rutayisiré, La Christianisation du Rwanda, 1900-1945, Fribourg, Suisse : Éd. Universitaires, 1987

### Amériques
- Samuel Gance, Anton ou la trajectoire d'un père, L'histoire d'Anton Docher. L'Harmattan, Paris, 2013

### Histoire générale
- Jacques Crétineau-Joly. Histoire religieuse, politique et littéraire de la Compagnie de Jésus. Poussielgue. 1851; 6 tomes
- M. de Civezza. Histoire générale des missions franciscaines. Paris. Torla. 1899
- B. Henrion. Histoire des Missions catholiques. Paris. Gaume. 1948
- Bernard de Vaulx, Histoire des missions catholiques françaises, Fayard, 1951
- (en) K.S. Latourette, A History of the Expansion of Christianity, 7 vol., Londres-New York, 1937-1945 ; The Christian World Mission in Our Days, New York, 1954
- Jean Guennou, Les Missions catholiques, in Histoire des Religions, T2, Paris, Gallimard, 1972
- R. Minnerath. L'Église et les États concordataires. Paris. Le Cerf. 1983
- Jean Guennou. Le Bienheureux J.-M. Moyë. Paris. apostolat des éditions, 1970
- Jean Guennou. Missions étrangères de Paris. Fayard. 1986
- S. Delacroix, Histoire universelle des missions catholiques, 4 t., Librairie Grund, Monaco-Paris, 1956-1960is. Revue Population janvier 1988
- Élisabeth Dufourcq. Approche démographique de l'implantation hors d'Europe des congrégations féminines d'origine française. Population, 43e année, n°1, pp. 45-76, 1988.
- Cl. Prudhomme. La Stratégie missionnaire du Saint-Siège sous le pontificat de Léon XIII. Thèse de doctorat. décembre 1989. 2 tomes.
- François Renault, Le Cardinal Lavigerie, Paris, Fayard, 1992
- Élisabeth Dufourcq. Les Congrégations religieuses hors d'Europe de Richelieu à nos jours. Thèse de doctorat de science politique et l'histoire avec habilitation à diriger les recherches 1993 sous la présidence d'Alfred Grosser et la direction de René Rémond. Publié en 1994 aux Éditions de l'Inde Éditeur avec présentation de R. Rémond. Nombreux tableaux et développements concernant non seulement les missions féminines, mais aussi la progression des circonscriptions ecclésiastiques.
- Yannick Essertel, L'Aventure missionnaire lyonnaise, Les éditions du cerf, 2001
- Élisabeth Dufourcq. Les Aventurières de Dieu. J.-C. Lattès, 1994 ; réédité Perrin Tempus, 2009